# TOKYO CLASSIC
『TOKYO CLASSIC』（トウキョウクラシック）は、RIP SLYMEの2枚目のアルバム。2002年7月24日発売。

## 概要
前作『FIVE』からほぼ1年ぶりとなるオリジナルアルバム。
収録されたシングル3曲が全て20万枚を超えるヒットを記録したこともあり、オリコンアルバムチャートで自身初となる1位を3週にわたり獲得。オリコンの累計売上は100万枚に届かなかったが、日本レコード協会からは100万枚出荷となるミリオン認定を受けるなど、RIP SLYMEの売り上げとしては最高を記録している。
MCメンバーのソロ曲がそれぞれ1曲ずつ収録されている。ソロ曲が収録されているアルバムは他にもあるが、全員分収録されているのは本作のみである。
また、本作の発売と同時期に、日本武道館での無料ライブ開催が発表された。応募権は本作の購入者限定で、応募の先着順に約1万3千人が招待された。
初回盤のみポスター型&特殊加工ジャケット仕様で、ボーナストラック「FUNKASTIC (Breakestra Version) -featuring Breakestra-」を収録。また、本作のLP盤も限定発売されている。

## 収録曲
1. -Introduction-CHIKEN-featuring Breakestra-
（作曲：Alfred Janes Ellis ）
インストゥルメンタル曲。Breakestraが参加している。
2. By the Way
（作詞・作曲：RIP SLYME）
後に砂原良徳によってリミックスされている。
3. Tokyo Classic
（作詞・作曲：RIP SLYME）
表題曲。
4. 楽園ベイベー (Album version)
（作詞・作曲：RIP SLYME）
5thシングルのアルバムバージョン。
5. Case1.STAND PLAY
（作詞・作曲：PES）
PESのソロ曲。
6. Case2.MANNISH BOY（続 zeekのテーマ）
（作詞・作曲：Ellas McDaniel / Muddy Waters / Melvin London）
RYO-Zのソロ曲。ちなみに、「zeek」とはRYO-Zの別名である。
7. FUNKASTIC
（作詞：RYO-Z,ILMARI,PES,SU　作曲：DJ FUMIYA）
4thシングル。
8. 奇跡の森-featuring Hirotaka Mori-
（作詞：RIP SLYME / Hirotaka Mori　作曲：PES / Hirotaka Mori）
森広隆との合作。後に発売されたシングル「JOINT」にリミックスバージョンの「奇跡の森 (featuring Hirotaka Mori) (K・U・D・O Remix) 」が収録されている。
9. Case3.スーマンシップDEモッコリ
（作詞・作曲：SU）
SUのソロ曲。
10. Case4.Bring your style（夜の森）
（作詞・作曲：ILMARI）
ILMARIのソロ曲。
11. One
（作詞：RYO-Z,ILMARI,PES,SU　作曲：PES）
3rdシングル。
12. バンザイ
（作詞・作曲：RIP SLYME）
13. 花火
（作詞・作曲：RIP SLYME）
演奏時間がRIP SLYMEとしては最長の7分強にも及ぶ。また、Dragon Ashの降谷建志がベースで参加している。
14. FUNKASTIC (Breakestra Version) -featuring Breakestra-
（作詞：RYO-Z,ILMARI,PES,SU　作曲：DJ FUMIYA）
「FUNKASTIC」のリミックスバージョン。Breakestraが参加している。